# 巽他海峡大桥
巽他海峡大桥是來往于印度尼西亞苏门答腊與爪哇岛之间的第一條跨海大桥工程計畫，由一些懸索橋和島嶼連接，马路中间设有铁轨，計畫於2020年竣工通車。建成後將橫跨27里的巽他海峽，可能成為世界最大的懸索橋。